# بارجة المعاهدة

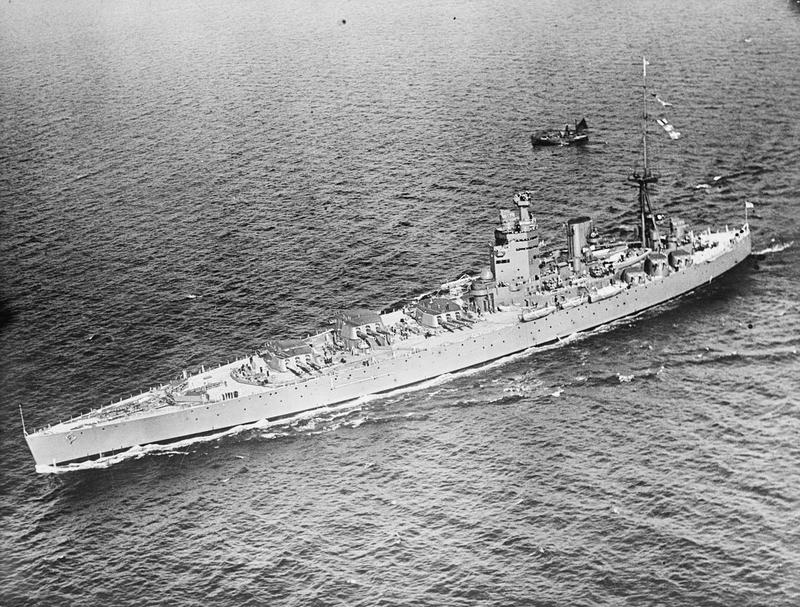

كانت بارجة المعاهدة اسم يطلق على أي بارجة بنيت في عشرينيات أو ثلاثينيات القرن العشرين بموجب شروط واحدة من عدد من المعاهدات الدولية التي تنظم بناء السفن الحربية. وقد لعبت العديد من هذه البوارج دورًا رئيسيًا في الحرب العالمية الثانية، ولكن لم ينج منها إلا عدد قليل بعد الحرب بفترة طويلة.
وفي معاهدة واشنطن البحرية عام 1922، اتفقت القوى البحرية الخمسة في العالم على الالتزام بقيود صارمة في بناء البوارج والطراد، لمنع حدوث سباق تسلح في بناء السفن مثلما سبق وأن حدث في الحرب العالمية الأولى. وقد وضعت المعاهدة حدًا لعدد السفن الكبرى التي تمتلكها كل دولة موقعة على المعاهدة، وأيضًا الحمولة الإجمالية لكل بارجة بحرية. ولا يمكن بناء سفن جديدة إلا لتحل محل السفن الناجية من الحرب وبسبب إحالتها إلى التقاعد بعد 20 عامًا من الخدمة. وعلاوة على ذلك، يجب أن تقتصر حمولة أي سفينة جديدة على أسلحة من عيار 16 بوصة وتبلغ إزاحتها 35000 طن.
تم تمديد حدود معاهدة واشنطن وتعديلها بموجب معاهدة لندن البحرية لعام 1930 ومعاهدة لندن البحرية الثانية لعام 1936. ومع ذلك خلال الثلاثينيات، توقف سريان هذه المعاهدات، لأن بعض القوى الموقعة (خاصة اليابان) انسحبت من ترتيبات المعاهدة ولم يقم غيرها إلا بدفع ضريبة كلامية لهم فقط. وبحلول عام 1938، نفذت الولايات المتحدة وبريطانيا «بند المصعد» في معاهدة لندن الثانية والذي سمح للبوارج بالوصول إلى 45000 طن إزاحة، وبعدها لم تعد المعاهدة سارية بشكل فعال.
أجبرت القيود الصارمة على الإزاحة مصممي البوارج على تقديم تنازلات قد يكونوا رغبوا في تجنب الاختيار بينها. وقد شهد العقدان الثالث والرابع من التسعينيات عددًا من الابتكارات في تصميم البوارج، خاصة في مجال المحركات والحماية تحت الماء والطائرات.

## معاهدة واشنطن وفترة العشرينيات
تم توقيع معاهدة واشنطن البحرية عام 1922 من قبل بريطانيا وفرنسا والولايات المتحدة الأمريكية واليابان وإيطاليا، باعتبارها القوى الخمس التي لديها أي عدد كبير من بوارج المدرعات البحرية أو سفن الطراد الحديثة. وكانت المعاهدة تهدف إلى منع حدوث سباق تسلح مكلف، وبخاصة بين بريطانيا والولايات المتحدة واليابان. وأسست المعاهدة تعريفًا للسفينة الرئيسية، والتي كانت أي سفينة تبلغ إزاحتها 10000 طن أو أكثر، أو تحمل أسلحة من عيار 8 (203 مم) وذلك بالإضافة إلى حاملة الطائرات. وتم تقييد حاملات الطائرات بشكل خاص بعدم حمل أسلحة فوق عيار 8، وذلك لمنع الخلط بين النوعين. ووافقت كل دولة موقعة على تحديد العدد الإجمالي لسفنها الرئيسية وحمولتها الكلية للسفن الرئيسية. وكانت هذه المعايير تعني أنه تم التخلص من عدة فئات من البوارج وسفن الطراد، وهو ما تم التخطيط له أو بدأ التخطيط له، أو أنه تم إلغاء استخدامها.
وبالإضافة لذلك، تم تحديد حجم كل سفينة جديدة ليصل إلى 35000 طن إزاحة وأسلحة من عيار 16 بوصة (410 مـم). ولم تتجاوز هذه الحدود إلا سفينة واحدة منتهية بالفعل، وهي سفينة الطراد البريطانية؛ ومع ذلك، كانت العديد من السفن المخطط بناؤها أو التي يجري بناؤها أكبر بكثير. وقد سمحت المعاهدة بتحسين السفن الحربية الموجودة، ولكنها وضعت حدًا للزيادة الناتجة في الإزاحة يقدر بـ 3000 طن.
كما أدخلت المعاهدة أيضًا «عطلة البناء». بشكل عام، يمكن البدء في بناء سفينة جديدة إذا كانت واحدة من السفن، التي سمحت المعاهدة باستخدامها، موجودة في الخدمة منذ 20 عامًا. وهذا يعني أن معظم القوى الموقعة لا يمكنها البدء في بناء سفن جديدة حتى الثلاثينيات. ولكن كان هناك استثناء لبريطانيا؛ فلم تكن البحرية الملكية تمتلك سفنًا حالية لحمل الأسلحة الـ 16 بوصة، بينما كانت تمتلكها البحرية الأمريكية واليابانية بالفعل وهو ما سمح لبريطانيا بالاستمرار في بنائها بموجب أحكام المعاهدة.
أصبحت هذه البوارج البريطانية الأولى في المعاهدة من فئة «نيلسون», والتي بدأ بناؤها في 1922 وبدأ عملها في 1925. وقد حلت فئة نيلسون المشكلة التي تطرحها قيود الوزن الجديدة عن طريق وضع كل الأسلحة الثقيلة في المقدمة على سطح السفينة في ثلاثة أبراج ثلاثية، وبالتالي تقليل الوزن على الدروع الموجودة حولها.

## معاهدات لندن
تكررت هذه الحدود بموجب معاهدة لندن البحرية لعام 1930، ومعاهدة لندن البحرية الثانية لعام 1936 وقيدت الأسلحة إلى عيار 14 بوصة. وقد تضمنت معاهدة لندن الثانية شرطًا سمح ببناء البوارج لتحمل الأسلحة من عيار 16 بوصة إذا فشلت إحدى الدول الموقعة على معاهدة واشنطن في التصديق على واحدة جديدة. كما تضمنت شرطًا إضافيًا يسمح بمرونة قيود الإزاحة إذا قامت أي دولة من غير الدول الموقعة ببناء سفن أقوى مما تسمح به المعاهدة.
تم الالتزام تقريبًا بقيود المعاهدة في جميع البوارج بعد ذلك. وتم توقيع معاهدة واشنطن البحرية من قبل الولايات المتحدة الأمريكية والمملكة المتحدة واليابان وفرنسا وإيطاليا - جميع القوى البحرية الرئيسية. وفي مراحل مختلفة، انسحبت إيطاليا وفرنسا من إجراء المزيد من المفاوضات؛ ومع ذلك لم تسمح مواردهما الاقتصادية بتطوير البوارج الفائقة. في حين أن ألمانيا التي لم يكن مسموحًا لها ببناء أي بوارج بموجب معاهدة فرساي، قامت ببناء واحدة في الثلاثينيات، وهو ما أجازته الاتفاقية البحرية الأنجلو ألمانية، التي قيدت ألمانيا بنفس القيود القانونية المفروضة على بريطانيا. ولم تقم إلا اليابان، التي انسحبت من المعاهدة عام 1934، ببناء بوارج عملاقة خرقًا للمعاهدة - من فئة الياماتو }. وقد أدى انهيار نظام المعاهدة إلى بناء بوارج لما «بعد المعاهدة» في زمن الحرب متجاوزة القيود وهي: الألمانية والأمريكية والبريطانية و (التي لم تكتمل مطلقًا). وهناك عدد من التصميمات التي لم يتم الانتهاء منها أبدًا، اخترقت قيود المعاهدة، وتم إلغاء الفئة (إتش) الألمانية مع اندلاع الحرب، بينما تم إلغاء الفئة مونتانا الأمريكية قبل الاستسلام.

## التغير التقني
كانت بوارج المعاهدة متفوقة تقنيًا على ما سبقها. فقد وفرت التقنية البحرية المطورة في العشرينيات والثلاثينيات صلبًا أقوى وأسلحة أفضل ومحركات أكثر كفاءة وحماية أكثر فعالية ضد الطوربيدات. كما شجع حد الإزاحة أيضًا مصممي السفن البحرية على التفكير بشكل مبتكر في تقليل الإزاحة وهذا يعني زيادة أداء بوارج المعاهدة بشكل كبير.

## وصلات خارجية
- Run-down of the Treaty Battleships